# Pharcidia dealbans
Pharcidia dealbans är en svampart som först beskrevs av Johannes Müller Argoviensis, och fick sitt nu gällande namn av Sacc. & D. Sacc. 1905. Pharcidia dealbans ingår i släktet Pharcidia och familjen Mycosphaerellaceae.   Inga underarter finns listade i Catalogue of Life.